# Марк Корнелій Малугінен (консул 436 року до н. е.)
Марк Корнелій Малугінен (лат. Marcus Cornelius Maluginensis; д/н —після 436 до н. е.) — політичний, державний та військовий діяч часів ранньої Римської республіки, консул 463 року до н. е.

## Життєпис
Походив з патриціанського роду Корнеліїв, його гілки Малугіненів. Стосовно його батьків існують суперечності: одна частина дослідників вважає його сином Луція Корнелія Малугінена Урітіна, консула 459 року до н.е, інша — Марка Корнелія Малугінена, децемвіра 450—449 років до н. е. Стосовно аргументів на користь першого висувають відомості, що той мав сина на ім'я Марк, який став політиком. На користь другого свідчить час приходу Марка в політику, але проти — позбавлення майна та прав Марка Малугінена-децемвіра. У такому випадку молодший Марк мав змогу отримати посади лише спираючись на фінансову та політичну підтримку Луція Малугінена. Тому більшість дослідників сходяться на думці, що Марк Малугінен був сином саме Луція Корнелія Малугінена Урітіна.
У 436 році до н. е. його було обрано консулом разом з Луцієм Папірієм Крассом. Під час своєї каденції вів війни проти міста-держави Вейї та Фалерія, столиці держави фалісків. Втім активним діям завадив спалах мору в Римі. Тому Малугінен повернув військо до рідного міста. 
Подальша доля Марка Корнелія Малугінена невідома.